# Liste der Biografien/Weisk
Liste der Biografien |
Portal Biografien |
Personensuche
# |
A |
B |
C |
D |
E |
F |
G |
H |
I |
J |
K |
L |
M |
N |
O |
P |
Q |
R |
S |
T |
U |
V |
W |
X |
Y |
Z |
?
 
Wa |
Wc |
Wd |
We |
Wh |
Wi |
Wj |
Wl |
Wn |
Wo |
Wr |
Ws |
Wt |
Wu |
Ww |
Wy |
Wz
 
Wea |
Web |
Wec |
Wed |
Wee |
Wef |
Weg |
Weh |
Wei |
Wej |
Wek |
Wel |
Wem |
Wen |
Weo |
Wep |
Wer |
Wes |
Wet |
Weu |
Wev |
Wew |
Wex |
Wey |
Wez
 
Weia |
Weib |
Weic |
Weid |
Weie |
Weif |
Weig |
Weih |
Weij |
Weik |
Weil |
Weim |
Wein |
Weip |
Weir |
Weis |
Weit |
Weix |
Weiz
 
Weisb |
Weisc |
Weisd |
Weise |
Weisf |
Weisg |
Weish |
Weisi |
Weisk |
Weisl |
Weism |
Weisn |
Weisp |
Weisr |
Weiss |
Weist |
Weisw |
Weisz
Die Liste der Biografien führt alle Personen auf, die in der deutschsprachigen Wikipedia einen Artikel haben. Dieses ist eine Teilliste mit 25 Einträgen von Personen, deren Namen mit den Buchstaben „Weisk“ beginnt.

## Weisk

### Weiske
- Weiske, Benjamin Gotthold (1783–1836), deutscher Klassischer Philologe
- Weiske, Christine (* 1949), deutsche Politikerin (Die Grünen)
- Weiske, Claudia (* 1970), deutsche Schauspielerin
- Weiske, Emil (1867–1950), deutscher Landwirt, Naturforscher, Forschungsreisender und Naturalienhändler
- Weiske, Johann Gottfried (1745–1806), deutscher Kantor und Komponist
- Weiske, Jonathan Elias (* 1996), deutscher Schauspieler und Synchronsprecher
- Weiske, Julius (1801–1877), deutscher Rechtswissenschaftler und Hochschullehrer
- Weisker, Clemens (1863–1919), deutscher Praktischer Arzt und Politiker
- Weisker, Rudolf (1845–1887), deutscher Modelleur anatomischer Wachspräparate und Unternehmer
- Weiskern, Friedrich Wilhelm (1711–1768), deutscher Schauspieler, Bühnenschriftsteller und Topograf

### Weiski
- Weiskirch, Johanna (1864–1960), deutsche Schriftstellerin
- Weiskirch, Willi (1923–1996), deutscher Politiker (CDU), MdB
- Weiskirchner, Richard (1861–1926), österreichischer Jurist und christlichsozialer Politiker, Landtagsabgeordneter

### Weisko
- Weiskopf, Edmund (1911–1996), österreich-ungarisch-französischer Fußballspieler
- Weiskopf, Franz Carl (1900–1955), deutschsprachiger Schriftsteller
- Weiskopf, Grete (1905–1966), deutsche Übersetzerin und Jugendbuchautorin
- Weiskopf, Joachim (* 1927), deutscher Arzt und Zahnarzt sowie ein ehemaliger hoher Sportfunktionär der Deutschen Demokratischen Republik (DDR)
- Weiskopf, Joel (* 1962), US-amerikanischer Jazz-Pianist, Komponist und Bandleader
- Weiskopf, Julian (* 1993), österreichischer Fußballspieler
- Weiskopf, Nikolaus (* 1973), deutscher Physiker, Neurowissenschaftler
- Weiskopf, Silvia (* 1980), deutsche Schauspielerin
- Weiskopf, Thomas (* 1980), österreichischer Sportkegler
- Weiskopf, Tom (1942–2022), US-amerikanischer Golfsportler
- Weiskopf, Walt (* 1959), US-amerikanischer Musiker (Tenorsaxophon, Sopransaxophon, Klarinette) des Post-Bop und Musikpädagoge

### Weiskr
- Weiskrantz, Lawrence (1926–2018), britischer Psychologe